# Черненко Олена Єгорівна
Олена Єгорівна Черненко (нар. 17 квітня 1957, Цементний Завод, Брянська область) — членкиня уряду самопроголошеної  Придністровської Молдавської Республіки, міністерка економічного розвитку (2000—2011).

## Біографія
Народилася 17 квітня 1957 року в смт Цементний Завод (нині — місто Фокино Брянської області) в російській родині. Закінчила середню школу в рідному місті. Потім навчалася в індустріальному технікумі (м. Фокино) на відділенні «Бухгалтерський облік», яке закінчила з відзнакою в 1975 році та отримала диплом. У 1976 році вступила на заочне відділення Одеського інституту народного господарства на спеціальність «Бухгалтерський облік і аналіз господарської діяльності», який закінчила в 1981 році. Навчалася в аспірантурі Одеського інституту. Одружена, має двох дочок.

### Кар'єра
- У 1975 році працювала на Тираспольському цегельному заводі, за розподілом після закінчення індустріального технікуму.

На заводі займала різні посади. Починала працювати старшою бухгалтеркою, потім стала заступницею головного бухгалтера, через вісім років була головною бухгалтеркою.
- В 1986 році — начальниця ПЕО заводу «Молдавізоліт».
- У 1989 році — заступниця директора з економічних питань на Тираспольському цегельному заводі.
- У 1992 році — головна бухгалтерка радянсько-італійського підприємства «Тирпа». Потім була призначена фінансовою директором цього підприємства.

У пресі на її адресу є звинувачення у зв'язку з причетністю у 1996—1998 роках до ухилення від сплати податків у 7 мільярдів придністровських рублів компанії «Тирпа», де вона працювала головною бухгалтеркою. Також висувається інформація про можливе спонсорування низки сумнівних приватизацій придністровських підприємств.
- З лютого по серпень 2000 року Олена Чененко обіймала посаду заступниці міністра економіки Придністровської Молдавської Республіки.
- З серпня 2000 року — міністерка економіки ПМР. Висловлювалась за значні втрати економіки непроголошеної республіки через блокадні санкції з боку Молдавії і України[2] та вбачала вирішення проблеми в результаті фінансової допомоги з боку Росії[3].

|  | «Дійсно, саме 2000 року ми повністю поміняли податкову політику, забрали її тоді від міністерства фінансів. І потрібно сказати, що це дійсно було абсолютно все нове. Коли на перших переговорах, коли до влади прийшов Воронін, теж там ви пам'ятаєте, ми багато розмовляли, а там був їхній міністр фінансів Міхай Маноле, він говорив: «Ні, твоя ця реформа не протримається і 2 роки, подивишся в 2002 році, ви абсолютно повгрузаєте». Ось уже сьогодні 17-й рік», так оцінила власну реформаторську діяльність Олена Черненко |

.
- У січні 2007 року — перепризначена міністеркою економіки ПМР[5].
- 30 грудня 2011 року — подала у відставку у зв'язку з обранням нового президента Придністров'я.

## Нагороди та звання
- Орден «Трудова слава»
- Орден Пошани
- Медаль «За трудову доблесть»
- Медаль «За бездоганну службу»
- Медаль «20 років Придністровській Молдавській Республіці»
- «Заслужений працівник Придністровської Молдавської Республіки»